# Aue-Schwarzenberg
Aue-Schwarzenberg foi um distrito (Landkreis) da Alemanha até 31 de julho de 2008. Estava localizado na região administrativa de Chemnitz, no estado da Saxônia.

## Cidades e Municípios
O distrito estava subdividido nas seguintes cidades e municípios:
| Cidades | Municípios                                                                    |                                                                             |
| --- | ----------------------------------------------------------------------------- | --------------------------------------------------------------------------- |
| 1. Aue 2. Eibenstock 3. Grünhain-Beierfeld 4. Johanngeorgenstadt 5. Lauter 6. Lößnitz 7. Schneeberg 8. Schwarzenberg | 1. Bad Schlema 2. Bernsbach 3. Bockau 4. Breitenbrunn 5. Markersbach 6. Pöhla | 1. Raschau 2. Rittersgrün 3. Schönheide 4. Sosa 5. Stützengrün 6. Zschorlau |